# اونترشتایناخ
اونترشتایناخ (به آلمانی: Untersteinach) یک شهر در آلمان است که در کولمباخ واقع شده‌است. اونترشتایناخ ۱٬۹۲۱ نفر جمعیت دارد.